# 王僧朗
王 僧朗（おう そうろう、生年不詳 - 泰始2年2月7日（466年3月9日））は、南朝宋の外戚。本貫は琅邪郡臨沂県。王導の曾孫にあたる。

## 経歴
臨海郡太守の王穆の子として生まれた。元嘉年間、侍中となり、宮中に宿直して文帝に近侍し、謹慎篤実に務めた。元嘉22年（445年）、湘州刺史となった。後に丹陽尹に転じた。大明6年（462年）、尚書右僕射となった。大明7年（463年）、太常となった。泰始2年（466年）正月、明帝の皇后の父として左光禄大夫・開府儀同三司とされた。固辞したが、さらに侍中・特進を加えられた。同年2月、死去した。開府の位を追贈された。諡は元公といった。

## 子女
- 王楷（太中大夫）
- 王粋（黄門侍郎）
- 王彧
- 王貞風（明帝の皇后）
- 王氏（殷元素（殷叡の祖父）の妻）

## 伝記資料
- 『宋書』巻85 列伝第45
- 『南史』巻23 列伝第13